# Tecnologia a montaggio superficiale

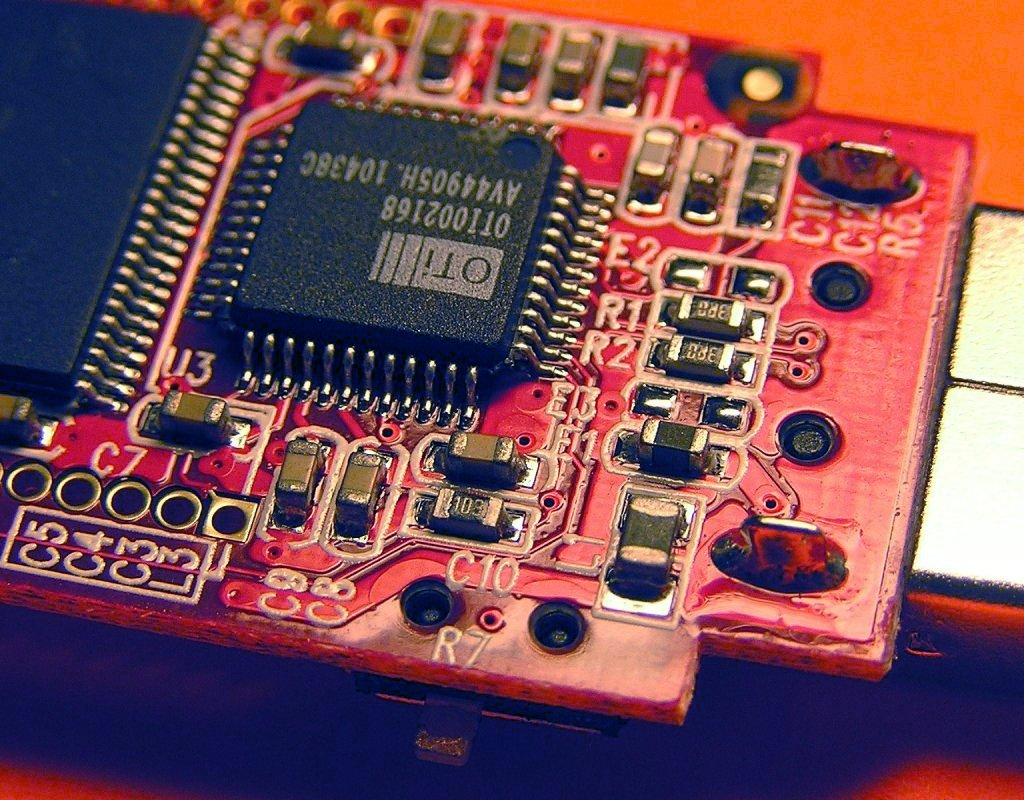
Porzione di un circuito stampato con il montaggio superficiale di una chiave USB

In elettronica la tecnologia a montaggio superficiale (in inglese surface-mount technology, in acronimo SMT) è una tecnica utilizzata per l'assemblaggio di un circuito stampato che prevede l'applicazione dei componenti elettronici sulla sua superficie, senza perciò la necessità di praticare dei fori, come è invece richiesto nella tecnica classica, la cosiddetta tecnologia a fori passanti o pin-through-hole (PTH).
I componenti costruiti tramite montaggio superficiale sono definiti con la sigla SMD, in inglese surface mounting device, cioè "dispositivo a montaggio superficiale".

## Caratteristiche

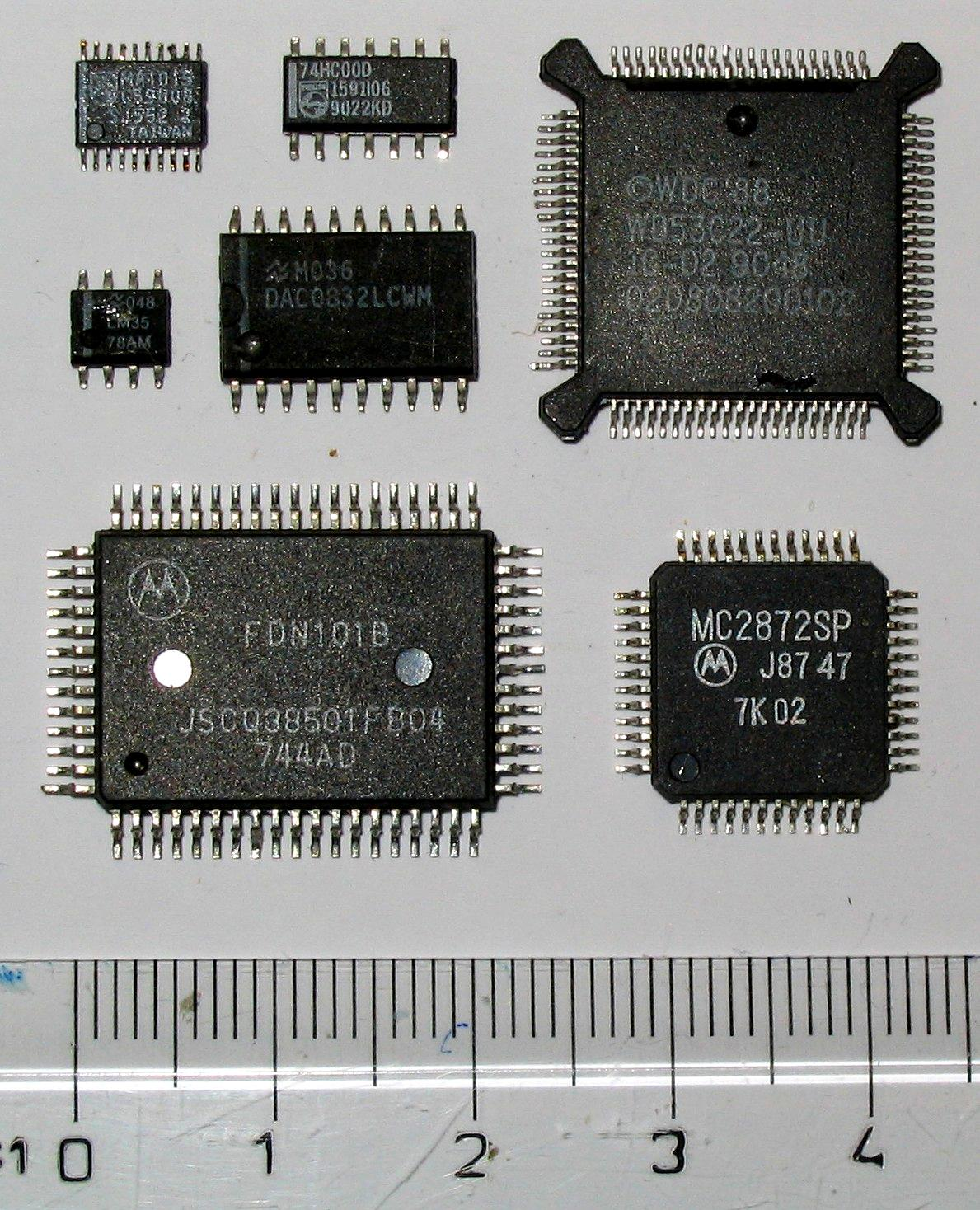
Alcuni circuiti integrati SMD

Il montaggio superficiale offre diversi vantaggi:
- notevole riduzione delle dimensioni dei componenti e quindi minori dimensioni degli apparati;
- massima automazione e velocizzazione delle procedure di montaggio;
- nessuno scarto dovuto alla necessità di taglio dei reofori eccedenti;
- i componenti possono essere montati su entrambe le facce del circuito stampato;
- minimizzazione di parassitismi grazie alla poca distanza dal piano della PCB

La possibilità di montare componenti su entrambe le facce non esclude la possibilità di realizzare schede assemblate sia con la tecnologia SMT sia con quella PTH. In tal caso, il processo per la loro lavorazione si suddivide in due fasi distinte: è possibile sia saldare i componenti montati sulla stessa faccia della scheda, sia soltanto incollarli (attraverso un processo di polimerizzazione di colle), per poi saldarli attraverso una macchina denominata saldatrice ad onda, che in un unico passaggio salda sia quei componenti montati superficialmente sia quelli con i fori passanti.
Un esempio di questa soluzione è il package TQFP, che sfrutta tutti questi vantaggi.

## Storia

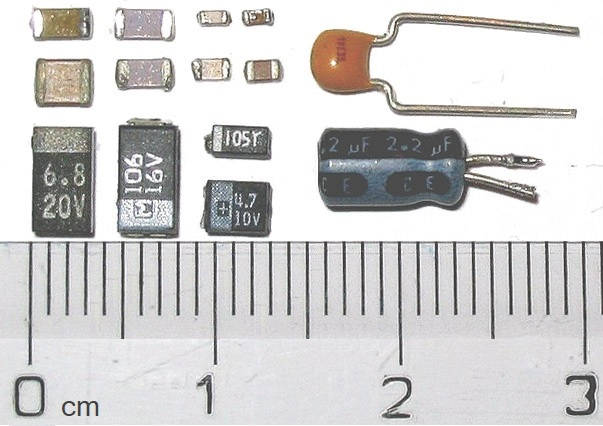
Confronto tra condensatori SMD (a sinistra) e due condensatori classici

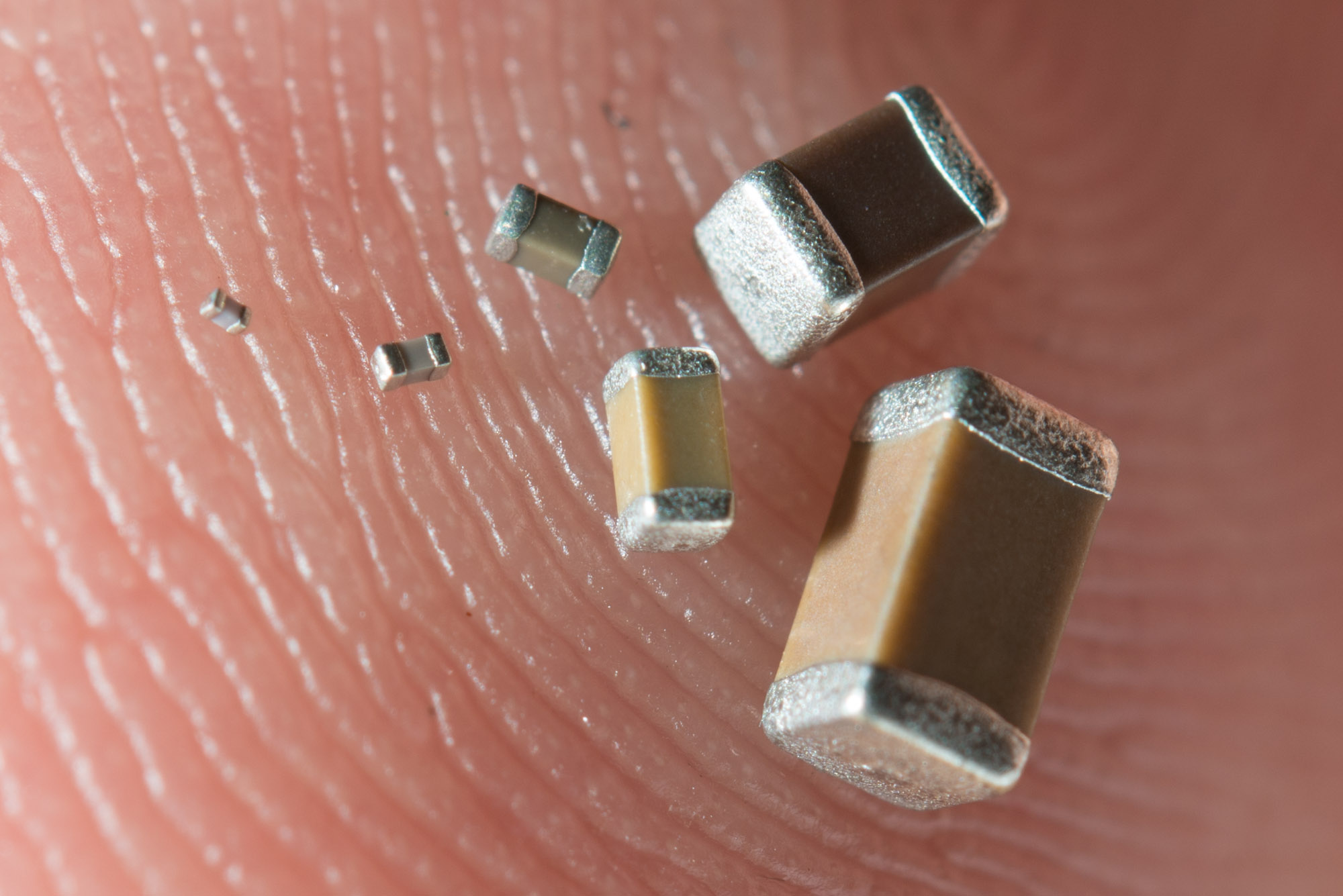
Condensatori SMD sulla punta di un dito.

La tecnologia a montaggio superficiale è stata sviluppata negli anni sessanta e si è diffusa alla fine degli anni ottanta, grazie anche al lavoro pionieristico svolto all'IBM. I componenti sono stati dotati di piccoli terminali (o estremità) metalliche per saldarli direttamente al circuito stampato. Sul circuito stampato viene prima depositata una pasta saldante nei punti dove verranno appoggiati i terminali dei componenti SMD, quindi i componenti vengono montati tramite macchinari pick and place, ed infine il tutto viene passato in un forno ventilato avente un preciso profilo termico, con delle fasi prestabilite secondo dei parametri temperatura-tempo

## Sigle comuni
Diverse sigle identificano i componenti, le tecniche e le attrezzature utilizzate:
| Sigla | Termine inglese          | Significato                                                                          |
| ----- | ------------------------ | ------------------------------------------------------------------------------------ |
| SMD   | Surface-mount devices    | Dispositivi a montaggio superficiale (Componenti attivi, passivi e elettromeccanici) |
| SMA   | Surface-mount assembly   | Modulo-Assieme creato con montaggio superficiale                                     |
| SMC   | Surface-mount components | Componenti a montaggio superficiale                                                  |
| SMP   | Surface-mount packages   | Package a montaggio superficiale                                                     |
| SME   | Surface-mount equipment  | Macchine per il montaggio superficiale                                               |

## Packages (Formato)

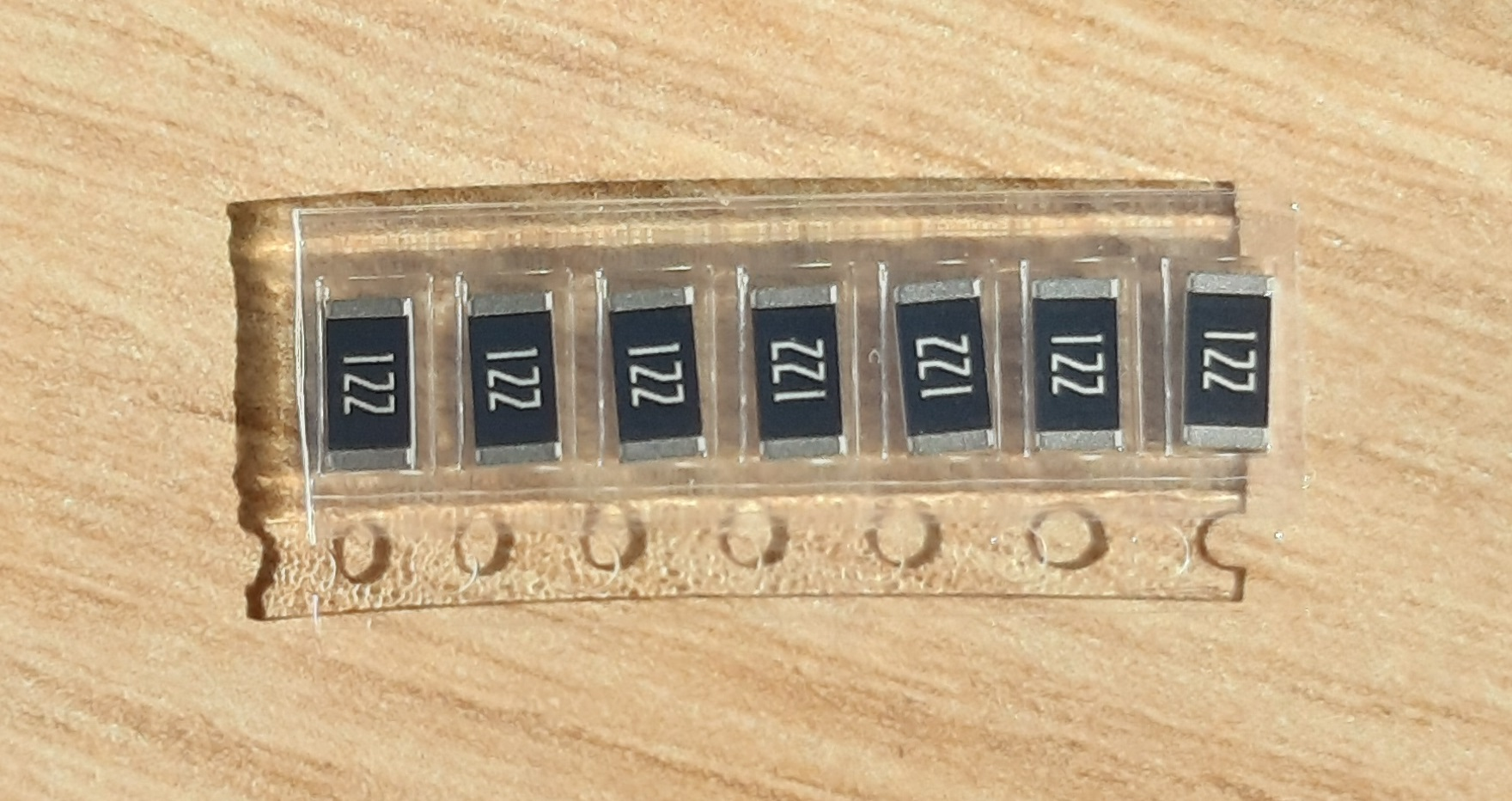
Resistori SMD nella confezione originale - questa confezione consente l'uso in una macchina di montaggio

I componenti a montaggio superficiale sono generalmente più piccoli delle loro controparti con reofori e sono progettati per essere gestiti da macchine piuttosto che da esseri umani. L'industria elettronica ha standardizzato forme e dimensioni del package (i componenti a fori passante rispondono lo standard JEDEC).
I codici indicati nella tabella seguente in genere indicano la lunghezza e la larghezza dei componenti in decimi di millimetri o centesimi di pollice. Ad esempio, un componente metrico 2520 è 2,5 mm per 2,0 mm che corrisponde approssimativamente a 0,10 pollici per 0,08 pollici (quindi, la dimensione imperiale è 1008). Si verificano eccezioni per l'imperiale nelle due dimensioni passive rettangolari più piccole. I codici metrici rappresentano ancora le dimensioni in mm, anche se i codici delle dimensioni imperiali non sono più allineati. Problematicamente, alcuni produttori stanno sviluppando componenti metrici 0201 con dimensioni di 0,25 mm × 0,125 mm (0,0098 pollici × 0,0049 pollici), ma il nome imperiale 01005 è già in uso per 0,4 mm × 0,2 mm (0,0157 pollici × 0,0079 pollici). Queste dimensioni sempre più piccole, in particolare 0201 e 01005, possono talvolta rappresentare una sfida dal punto di vista della fattibilità o dell'affidabilità.

Esempio di dimensione dei componenti, comparazione codici metrici e imperiali

### Package a 2 terminazioni

#### Componenti passivi rettangolari
Principalmente resistori e condensatori.
| Package | Package   | dimensioni approssimative lunghezza × larghezza | dimensioni approssimative lunghezza × larghezza | Potenza tipica resistori [W] |
| Metrico | Imperiale | dimensioni approssimative lunghezza × larghezza | dimensioni approssimative lunghezza × larghezza | Potenza tipica resistori [W] |
| ------- | --------- | ----------------------------------------------- | ----------------------------------------------- | ---------------------------- |
| 0201    | 008004    | 0.25 mm × 0.125 mm                              | 0.010 in × 0.005 in                             |                              |
| 03015   | 009005    | 0.3 mm × 0.15 mm                                | 0.012 in × 0.006 in                             | 0.02                         |
| 0402    | 01005     | 0.4 mm × 0.2 mm                                 | 0.016 in × 0.008 in                             | 0.031                        |
| 0603    | 0201      | 0.6 mm × 0.3 mm                                 | 0.02 in × 0.01 in                               | 0.05                         |
| 1005    | 0402      | 1.0 mm × 0.5 mm                                 | 0.04 in × 0.02 in                               | 0.062–0.1                    |
| 1608    | 0603      | 1.6 mm × 0.8 mm                                 | 0.06 in × 0.03 in                               | 0.1                          |
| 2012    | 0805      | 2.0 mm × 1.25 mm                                | 0.08 in × 0.05 in                               | 0.125                        |
| 2520    | 1008      | 2.5 mm × 2.0 mm                                 | 0.10 in × 0.08 in                               |                              |
| 3216    | 1206      | 3.2 mm × 1.6 mm                                 | 0.125 in × 0.06 in                              | 0.25                         |
| 3225    | 1210      | 3.2 mm × 2.5 mm                                 | 0.125 in × 0.10 in                              | 0.5                          |
| 4516    | 1806      | 4.5 mm × 1.6 mm                                 | 0.18 in × 0.06 in                               |                              |
| 4532    | 1812      | 4.5 mm × 3.2 mm                                 | 0.18 in × 0.125 in                              | 0.75                         |
| 4564    | 1825      | 4.5 mm × 6.4 mm                                 | 0.18 in × 0.25 in                               | 0.75                         |
| 5025    | 2010      | 5.0 mm × 2.5 mm                                 | 0.20 in × 0.10 in                               | 0.75                         |
| 6332    | 2512      | 6.3 mm × 3.2 mm                                 | 0.25 in × 0.125 in                              | 1                            |
| 6863    | 2725      | 6.9 mm × 6.3 mm                                 | 0.27 in × 0.25 in                               | 3                            |
| 7451    | 2920      | 7.4 mm × 5.1 mm                                 | 0.29 in × 0.20 in                               |                              |

#### Condensatori al tantalio

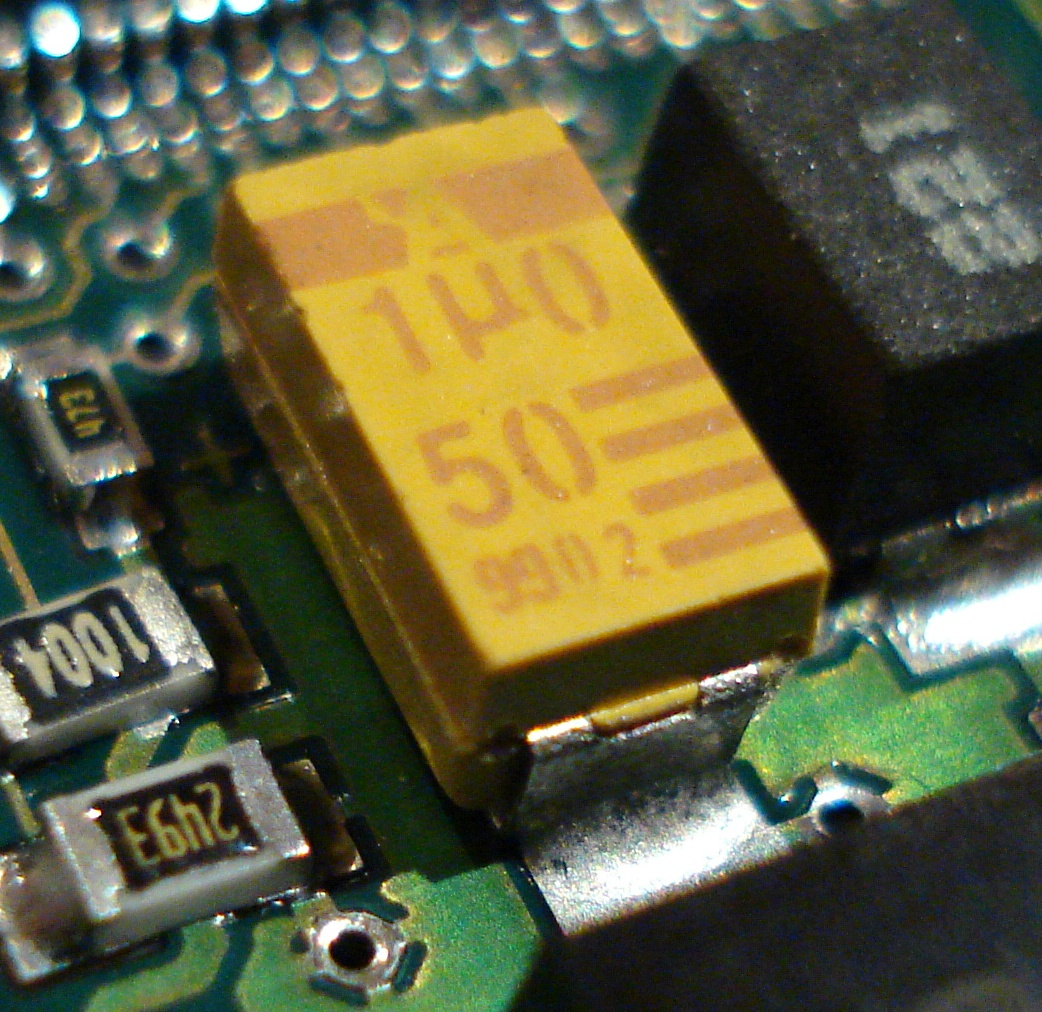
Un condensatore al tantalio da 1 µF

Di seguito i condensatore al tantalio:
| Package                      | lunghezza × larghezza × altezza (massima) |
| ---------------------------- | ----------------------------------------- |
| EIA 2012-12 (KEMET R, AVX R) | 2.0 mm × 1.3 mm × 1.2 mm                  |
| EIA 3216-10 (KEMET I, AVX K) | 3.2 mm × 1.6 mm × 1.0 mm                  |
| EIA 3216-12 (KEMET S, AVX S) | 3.2 mm × 1.6 mm × 1.2 mm                  |
| EIA 3216-18 (KEMET A, AVX A) | 3.2 mm × 1.6 mm × 1.8 mm                  |
| EIA 3528-12 (KEMET T, AVX T) | 3.5 mm × 2.8 mm × 1.2 mm                  |
| EIA 3528-21 (KEMET B, AVX B) | 3.5 mm × 2.8 mm × 2.1 mm                  |
| EIA 6032-15 (KEMET U, AVX W) | 6.0 mm × 3.2 mm × 1.5 mm                  |
| EIA 6032-28 (KEMET C, AVX C) | 6.0 mm × 3.2 mm × 2.8 mm                  |
| EIA 7260-38 (KEMET E, AVX V) | 7.2 mm × 6.0 mm × 3.8 mm                  |
| EIA 7343-20 (KEMET V, AVX Y) | 7.3 mm × 4.3 mm × 2.0 mm                  |
| EIA 7343-31 (KEMET D, AVX D) | 7.3 mm × 4.3 mm × 3.1 mm                  |
| EIA 7343-43 (KEMET X, AVX E) | 7.3 mm × 4.3 mm                           |

#### Condensatori sali alluminio
| Package                        | Dimensioni        |
| ------------------------------ | ----------------- |
| Panasonic / CDE A, Chemi-Con B | 3.3 mm × 3.3 mm   |
| Panasonic B, Chemi-Con D       | 4.3 mm × 4.3 mm   |
| Panasonic C, Chemi-Con E       | 5.3 mm × 5.3 mm   |
| Panasonic D, Chemi-Con F       | 6.6 mm × 6.6 mm   |
| Panasonic E/F, Chemi-Con H     | 8.3 mm × 8.3 mm   |
| Panasonic G, Chemi-Con J       | 10.3 mm × 10.3 mm |
| Chemi-Con K                    | 13.0 mm × 13.0 mm |
| Panasonic H                    | 13.5 mm × 13.5 mm |
| Panasonic J, Chemi-Con L       | 17.0 mm × 17.0 mm |
| Panasonic K, Chemi-Con M       | 19.0 mm × 19.0 mm |

#### Diodi SOD (Small outline diode)
| Package         | Dimensioni            |
| --------------- | --------------------- |
| SOD-923         | 0.8 × 0.6 × 0.4 mm    |
| SOD-723         | 1.4 × 0.6 × 0.59 mm   |
| SOD-523 (SC-79) | 1.25 × 0.85 × 0.65 mm |
| SOD-323 (SC-90) | 1.7 × 1.25 × 0.95 mm  |
| SOD-128         | 5 × 2.7 × 1.1 mm      |
| SOD-123         | 3.68 × 1.17 × 1.60 mm |
| SOD-80C         | 3.50 × ⌀ 1.50 mm      |

#### MELF (Metal electrode leadless face)
Principalmente resistori e diodi; componenti in cartuccia di vetro, le dimensioni non corrispondono a quelle dei riferimenti rettangolari per codici identici.
| Package               | Dimensioni, lunghezza × diametro | Potenza tipica resistori | Potenza tipica resistori |
| Package               | Dimensioni, lunghezza × diametro | Potenza [W]              | Potenza [W]              |
| --------------------- | -------------------------------- | ------------------------ | ------------------------ |
| MicroMelf (MMU), 0102 | 2.2 mm × 1.1 mm                  | 0.2–0.3                  | 150                      |
| MiniMelf (MMA), 0204  | 3.6 mm × 1.4 mm                  | 0.25–0.4                 | 200                      |
| Melf (MMB), 0207      | 5.8 mm × 2.2 mm                  | 0.4–1.0                  | 300                      |

#### DO-214
Comunemente usato per diodi rettificatori, Schottky, ecc.
| Package        | Dimensioni (incl. contatti) |
| -------------- | --------------------------- |
| DO-214AA (SMB) | 5.30 × 3.60 × 2.25 mm       |
| DO-214AB (SMC) | 7.95 × 5.90 × 2.25 mm       |
| DO-214AC (SMA) | 5.20 × 2.60 × 2.15 mm       |

### Package a più terminali
- Thin small-outline package